# Нгаван Таші Дракпа
Нгаван Таші Дракпа (тиб. ངག་དབང་བཀྲ་ཤིས་གྲགས་པ; 1488— 1564) — 10-й десі (регент-володар) Тибету в 1499—1554 і 1556/1557—1564 роках. В китайських джерелах відомий як Аван Даші Даба Цзяньзан.

## Життєпис
Належав до династії Пагмодрупа. Син десі Нґагі Ванпо і Дзонкаммі. Народився 1488 року. 1489 року помирає його мати. 1491 року помирає батько. За цим владу в державі захоплює клан Рінпунпа, представник якого Цок'є Дордже стає регентом і фактичним правителем. З 1498 року в Лхасі розташвоувалися війська Рінпунпи.
1499 року під тиском знаті регіону Уй Цок'є Дордже передав офіційну владу Нгаван Таші Дракпі, якого було інтронізовано як десі і гонгма (на кшталт царя). Проте фактичну владу до 1510 року зберіг Цок'є Дордже. 1504 року Нгаван Таші Дракпа вимушен був пошлюбити представницю роду Рінпунпа. Пізніше він одружився з Санг'є Пал Домма з дому Нельпи, яка почала допомагати чоловікові відродити потугу Пагмодрупи.
1500 року рід Рінпунпа, прихильник секти Карма Каг'ю ініціював переслідування секти Гелуг. Втім поступово Чодраг Г'ямцо, 7-й кармапа (чорнокапелюшник), і Чок'ї Дракпа Єше Палсанпо, 4-й шамарпа (червонокапелюшник), обрали курс на підтримку Нгаван Таші Дракпи, оскільки побоювалися впливу Донйо Дордже, очільника Рінпунпаи, на релігійне життя та монастирі. До того ж десі належав до однією з гілок Каг'ю і мав бути прихильником Гелуг.
1510 року після смерті Цок'є Дордже виступив проти Доньйо Дордже, що загинув 1512 року. Втім боротьба продовжилася проти нового Рінпунпи — Нгаванга Намг'яла. 1517 року Нгавану Таші Дракпі вдалося відвоювати Лхасу. В результаті вдалося вдіновити владу в регіоні Уй. Десі, небажаючи засилля Карма Каг'ю,1518 року зняв обмеження на діяльність секти Гелуг, дозволивши їм провести монлам (урочистий фестиваль-молитву) в Лхасі. Дружина десі — Санг'є Пал Домма — підтримувала Далай-ламу II.
В наступні роки вів війни з підкорення регіонів Нгарі, Амдо, Кхам і Цанг, але без значних успіхів. Втім його номінально було визнано володарем Тибету. Зберігав мирні відносини з імперією Мін, відправляючи посольства і торгівців з дарунками, які мінські імператори розглядали як данину.
У 1524 році під тиском родинів вимушен був надати спадкоємецю — Дроваї Гонпо — землі Гонгґар в регіоні Уй і титул гонгма (став співволодарем Тибету), проте помер 1548 року. Інший син Дракпа Юнне став данса (правителем-настоятелем) монастиря Цетханг, що свідчило про визнання його спадкоємцем батька.
1553 року спалахнув заколот знаті, внаслідок чого 1554 року Нгаван Таші Дракпа зрікся влади на користь онука Нгаванга Дракпи Г'ялцена. Втім у 1556 році внаслідок повстання роду Кійшопа зумів повернутися до влади. Втім з цього часу занепад династії Пагмодрупи посилився, оскільки почалося протистояння середмісцевих аристократів.
Помер Нгаван Таші Дракпа 1564 року, після чого почалася боротьба за владу між його онуками Нгавангом Дракпою Г'ялценом й Дракпою Таші Г'ялценом.